# Ogloblinia loretoensis
Ogloblinia loretoensis is een hooiwagen uit de familie Gonyleptidae.